# Port lotniczy Reykjavík
Port lotniczy Reykjavík (isl.: Reykjavíkurflugvöllur, ang.: Reykjavík Airport, kod IATA: RKV, kod ICAO: BIRK) – największe krajowe lotnisko Islandii, położone w granicach miasta Reykjavík, na południe od ścisłego centrum miasta, w zasięgu dalekiego spaceru. Obsługuje także ruch rejsowy na Grenlandię i Wyspy Owcze.

## Terminale i kierunki lotów
Port lotniczy Reykjavík posiada dwa terminale pasażerskie. Terminal główny obsługuje loty międzynarodowe i krajowe dla linii lotniczej Air Iceland, a terminal pomocniczy obsługuje loty międzynarodowe i krajowe dla linii Eagle Air.
Linia lotnicza Atlantic Airways obsługuje niektóre loty do Narsasuaq na Grenlandii dla linii Air Iceland i utrzymuje z Air Iceland porozumienie dot. wspólnej dezygnacji rejsów (tzw. code share) do Vágar na Wyspach Owczych.
Zmiana połączenia lotniczego pomiędzy lotniskami w Keflavíku i Reykjavíku wymaga 50-kilometrowego odpłatnego przejazdu autobusem, przy którym są zalecane łącznie 3 godziny zapasu.

## Zobacz też

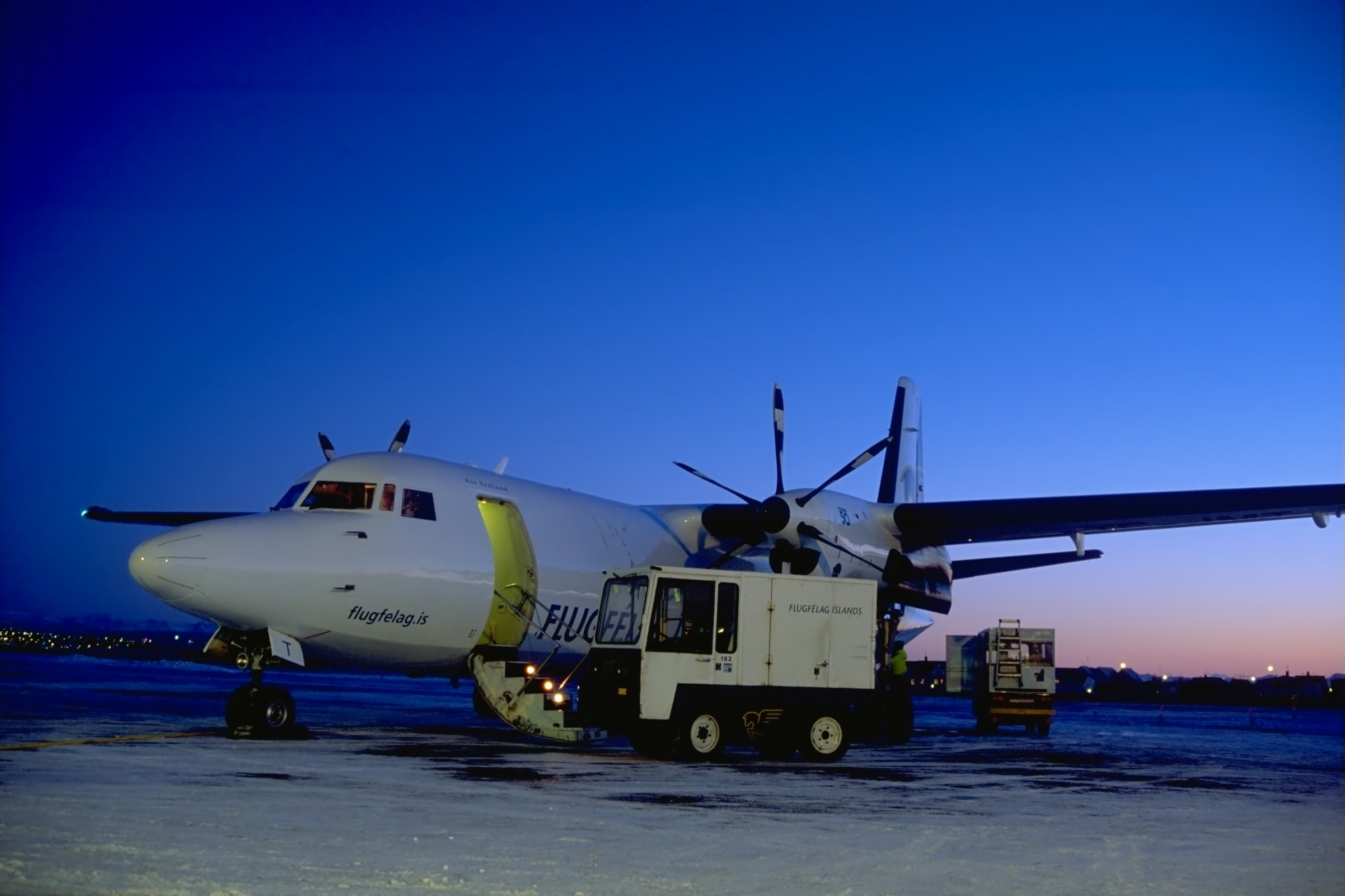
Fokker 50 na płycie postojowej krajowego portu lotniczego Reykjavík

## Kierunki lotów i linie lotnicze
| Linia lotnicza | Kierunek                                 |
| -------------- | ---------------------------------------- |
| Eagle Air      | 1. Höfn                                  |
| Icelandair     | 1. Akureyri 2. Egilsstaðir 3. Ísafjörður |
| Norlandair     | 1. Bíldudalur 2. Gjögur                  |